# 塔尔气镇
塔尔气镇，是中华人民共和国内蒙古自治区呼伦贝尔市牙克石市下辖的一个乡镇级行政单位。

## 行政区划
塔尔气镇下辖以下地区：
塔强社区和塔政社区。